# Juan Manuel de Villena y Flórez

Juan Manuel de Villena y Flórez fue el único hijo varón de los siete hijos del conde de Vía Manuel. Era hijo de Cristóbal Manuel de Villena y Portocarrero y de María Josefa de Flórez y Barrantes. 
Nacido en Cheles, Badajoz, a la muerte de su padre en el año 1700 heredó sus pertenencias pasando a ser el II conde de Vía Manuel y el X señor de Cheles.
Juan casó con la marquesa de Valdesevilla Juana de Figueroa y Córdoba-Lasso de la Vega, hija de Juan Figueroa y Córdoba-Lasso de la Vega II. marqués de Valdesevilla, señor de la Pizarra y de la Torre del Águila, nieto de Diego Fernández de Córdova-Lasso de la Vega Martínez de Francia y Almonte, I marqués del Vado del Maestrey de Luisa Fernández-Marmolejo y Córdoba-Lasso de la Vega.
El matrimonio de Juan con la marquesa de Valdesevilla significó la unión de este marquesado al patrimonio de la familia Manuel de Villena. Discrepancias surgidas por aquel entonces entre los Manuel de Villena y algunas personalidades cercanas a la Corona hicieron que el título quedara inutilizado, ya que se negaron a costear los gastos de sucesión. No se expidió real carta de sucesión hasta que el XIV marqués de Rafal Alfonso Pardo-Manuel de Villena e Inchausti lo rehabilitara a su favor en 1920.

## Matrimonio y descendencia
El matrimonio de Juan Manuel de Villena y Flórez con Juana de Figueroa y Córdoba-Lasso de la Vega, dio dos hijos:
- José Cristóbal Manuel de Villena Portocarrero y Figueroa (1727-¿?)

- Ana Joaquina Manuel de Villena y Figueroa, casó con Rodrigo Antonio de Mendoza y Rivera Ledesma Rodríguez de las Varillas, conde de Quintanilla

En 1754 falleció el II conde de Vía Manuel Juan Manuel de Villena, heredando la titularidad de sus feudos su hijo José Cristóbal Manuel de Villena Portocarrero y Figueroa.